# جاكوب أندرسون
جاكوب أندرسون (بالإنجليزية: Jacob Anderson)‏ هو كاهن كاثوليكي كندي، ولد في 1875 في Lockport, Manitoba ‏ في كندا، وتوفي في 26 يناير 1962.